# Geröllzyste
Eine Geröllzyste oder Trümmerzyste ist Folge einer tiefen Knochenschädigung im Gelenk. Sie stellt in der Regel eine mit Flüssigkeit gefüllte Vertiefung durch Beschädigung bis in den Markraum dar. Ursachen sind meist traumatische Beschädigung oder Arthrose durch Gelenkabnutzung.
Geröllzysten gehören zu den Röntgenzeichen der fortgeschrittenen Arthrose.

## Entstehung
Bei jüngeren Menschen zeigen vorwiegend Sportunfälle solche Knochenbeschädigungen eines Gelenks, die dann auch als Trümmerzyste bezeichnet werden.
Sekundäre Läsionen des Gelenkknorpels: Bei älteren Menschen dominiert langsame Abrasion (Abrieb) der gleitenden Knorpelschichten eines beanspruchten Gelenks. Ist dessen Schutzschicht verbraucht, reiben die Gelenkknochen ungeschützt gegeneinander, infiltrieren ineinander und verursachen Arthrose.
In beiden Fällen entstehen, entweder plötzlich oder langsam, Löcher in der harten Deckschicht des gelenkbildenden Knochens (Kortikalis). Knorpelstückchen und Gelenkhaut gelangen dann langsam in den darunterliegenden Knochen und werden von einsprossendem Gefäßbindegewebe abgebaut. Es entstehen mit zerfallenden Gewebsresten angefüllte Vertiefungen mit verkalkter Begrenzung.
Nach Primärläsionen und Sekundärläsionen des Gelenkknorpels geschieht folgendes:
Nach Öffnung der Markhöhle durch primäre oder sekundäre Beschädigung dringen Blutgefäße, Fibroblasten und Bindegewebsfasern von der Gelenkoberfläche nach innen vor und verursachen zunächst mit Granulationsgewebe eine lockere Narbe, womit sich die Knochenläsion schließt.

## Quelle
- Roche Lexikon Medizin, 5. Auflage